# Пјано Фаваро (Кјети)
Пјано Фаваро (итал. Piano Favaro) је насеље у Италији у округу Кјети, региону Абруцо.
Према процени из 2011. у насељу је живело 25 становника. Насеље се налази на надморској висини од 119 м.